# Dufourea bytinskii
Dufourea bytinskii är en biart som beskrevs av Ebmer 1999. Dufourea bytinskii ingår i släktet solbin, och familjen vägbin. Inga underarter finns listade i Catalogue of Life.